# Шримад Раджчандра
Шримад Раджчандра (при рождении Лакшминандан Равджибхай Мехта) (гудж. શ્રીમદ્ રાજચંદ્ર; 9 ноября 1867, Вавания, Морви, Британская Индия (сейчас Гуджарат, Индия) — 9 апреля 1901, Раджкот, Британская Индия (сейчас Гуджарат)) – индийский поэт, мистик, философ, учёный и реформатор.
Его отец Равджибхай Мехта был индуистом-вайшнавом, а мать происходила из джайнской семьи. В 11 лет начал писать стихи. Позже посвятил себя методам улучшения памяти (шатавдхан). В 20 лет женился и занялся торговлей драгоценными камнями. В 1891 году в Бомбее Шримад Раджчандра встретил Махатму Ганди, который был на два года младше его. Впоследствии они интенсивно обменивались письмами. В возрасте 28 лет он написал свой выдающийся опус «Атма Сиддхи», представляющий собой новую интерпретацию джайнского учения. 
Автор ряда философских стихов, включая «Атма Сиддхи». Он также написал множество писем и комментариев и перевёл некоторые религиозные тексты. Известен своим учением о джайнизме и духовным руководством Махатмы Ганди, который писал в своей автобиографии, что «есть три современных человека, которые оказали глубокое влияние на мою жизнь: Г. Торо, Лев Толстой и Шримад Раджчандра.

## Примечания

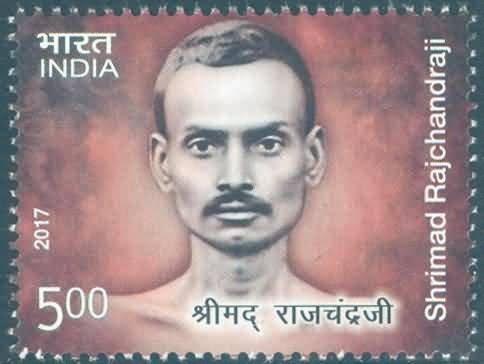
Шримад Раджчандра на почтовой марке Индии 2017